# Wolfgang Gartner
Pour les articles homonymes, voir Gartner (homonymie).
Wolfgang Gartner (de son vrai nom Joseph « Joey » Thomas Youngman) est un disc jockey et compositeur américain de musique electro house, né le 17 mars 1982 à San Luis Obispo en Californie (États-Unis). Avant 2010, la majorité de sa musique était réalisée par son propre label, Kindergarten, mais il signe avec Ultra Records en 2010 puis Ministry of Sound au Royaume-Uni en 2011.
Il est connu pour avoir remixé la 5e Symphonie de Ludwig van Beethoven ainsi que pour son titre Forever avec le leader des Black Eyed Peas, Will.i.am.

## Biographie
C'est vers les années 2008 que Joseph se produit sous le nom de scène de Wolfgang Gartner après s'être fait connaître en tant que producteur de deep house. Afin d'éviter la critique, il produisit son premier album anonymement jusqu'à ce qu'il se révèle sous le nom de Wolfgang en juillet 2008,. C'est Eric Haze le créateur du logo du groupe de rap Public Enemy et bien d'autres qui créa celui de Wolfgang Gartner.

## Carrière
Joseph a participé à de nombreux célèbres festivals comme le festival Coachella, l'Electric Daisy Carnival et le plus grand de tous, l'Ultra Music Festival. Sa popularité est grandissante depuis qu'il mixe en tant qu'invité aux côtés de Pete Tong dans son émission sur la BBC Radio 1 avec des séries de mixes durant environ 1h30 intitulé Essential Mix. Il se classe 56e dans le Top 100  DJ Mag en 2011.
Il a huit singles déjà classés no 1 au Top 100 Beatport. C'est son single Wolfgang's 5th Symphony (Remix de la 5e symphonie de Beethoven) qui a été le plus vendu dans toute sa carrière en 2010. Il a aussi reçu un prix pour son remix de la chanson Funk Nasty d'Andy Caldwell en 2010.
le 20 septembre 2011, Wolfgang Gartner a sorti son premier album intitulé Weekend in America, un album sur lequel on retrouve les voix de Omarion, Jim Jones, Cam'ron, will.i.am et Eve. Cet album a été classé no 2 dans les charts Dance d'Itunes.
Ses musiques peuvent se retrouver dans des jeux vidéo tels que Midnight Club: Los Angeles (avec les chansons Squares et Montezuma), Forza Horizon (pour la chanson Illmerica), Stoked (pour la chanson Circles), et sur la simulation de DJ Hero (pour la chanson Wolfgang's 5th Symphony). On les retrouve aussi dans des séries télévisées telles que Teen Wolf (pour la chanson Illmerica), The Secret Circle (avec la chanson Get Em), et dans le film Limitless (pour la chanson Hook Shot).

## Discographie
Albums
- 2011 - Weekend In America
- 2012 - Back Story
- 2016 - 10 Ways to Steal Home Plate